# 482-es busz
A 482-es számú elővárosi autóbusz Budapest, Rákoscsaba vasútállomás és Nagytarcsa között közlekedik. A járatot a MÁV Személyszállítási Zrt. üzemelteti.

## Története
A járat 2018. szeptember 1-jétől közlekedik. 2018. szeptember 17-étől érinti az újonnan létesített Nagytarcsa, Szilas Ipari Park bejárati út megállóhelyet is.

## Útvonala
| Budapest, Rákoscsaba vasútállomás felé | Nagytarcsa, Szilas Ipari Park felé |
| --- | --- |
| Nagytarcsa, Szilas Ipari Park 1 vá. – Naplás út – Cinkotai út – Szilas utca – Nagytarcsa, Szilas Ipari Park 2 – Szilas utca – Naplás út – Pesti út – Rákóczi utca – Petőfi Sándor utca – Felső Ipari körút – Ganz Ábrahám utca – Váltó utca – Budapest, Tarcsai út – Szent Imre herceg út – Budapest, Rákoscsaba vasútállomás vá. | Budapest, Rákoscsaba vasútállomás vá. – Szent Imre herceg út – Bártfai utca – Diadal utca – Naplás út – Szent Imre herceg út – Tarcsai út – Nagytarcsa, Váltó utca – Ganz Ábrahám utca – Felső Ipari körút – Petőfi Sándor utca – Rákóczi utca – Pesti út – Naplás út – Nagytarcsa, Szilas Ipari Park 1 – Naplás út – Cinkotai út – Szilas utca – Nagytarcsa, Szilas Ipari Park 2 vá. |

## Megállóhelyei
| 482 (Nagytarcsa, Szilas Ipari Park – Budapest, Rákoscsaba vasútállomás) | 482 (Nagytarcsa, Szilas Ipari Park – Budapest, Rákoscsaba vasútállomás) | 482 (Nagytarcsa, Szilas Ipari Park – Budapest, Rákoscsaba vasútállomás) | 482 (Nagytarcsa, Szilas Ipari Park – Budapest, Rákoscsaba vasútállomás) | 482 (Nagytarcsa, Szilas Ipari Park – Budapest, Rákoscsaba vasútállomás) | 482 (Nagytarcsa, Szilas Ipari Park – Budapest, Rákoscsaba vasútállomás) |
| Perc (↓)                                                                | Perc (↓)                                                                | Megállóhely                                                             | Perc (↑)                                                                | Perc (↑)                                                                | Átszállási kapcsolatok                                                  |
| ----------------------------------------------------------------------- | ----------------------------------------------------------------------- | ----------------------------------------------------------------------- | ----------------------------------------------------------------------- | ----------------------------------------------------------------------- | ----------------------------------------------------------------------- |
| 0                                                                       | ∫                                                                       | Nagytarcsa, Szilas Ipari Park 1 végállomás (↓)                          | ∫                                                                       | ∫                                                                       | 480                                                                     |
| 1                                                                       | 0                                                                       | Nagytarcsa, Szilas Ipari Park 2 végállomás                              | 23                                                                      | ∫                                                                       | 480                                                                     |
| ∫                                                                       | ∫                                                                       | Nagytarcsa, Szilas Ipari Park 1 végállomás (↑)                          | 22                                                                      | 22                                                                      | 480                                                                     |
| 2                                                                       | 1                                                                       | Nagytarcsa, Szilas Ipari Park bejárati út                               | 20                                                                      | 20                                                                      | 480                                                                     |
| 3                                                                       | 2                                                                       | Nagytarcsa-Füzesliget                                                   | 19                                                                      | 19                                                                      | 480                                                                     |
| 5                                                                       | 4                                                                       | Nagytarcsa, községháza                                                  | 17                                                                      | 17                                                                      | 449, 480, 504                                                           |
| 7                                                                       | 6                                                                       | Nagytarcsa, Petőfi telep                                                | ∫                                                                       | ∫                                                                       | 480                                                                     |
| 9                                                                       | 8                                                                       | Nagytarcsa, Berdó Ipari Park                                            | 13                                                                      | 13                                                                      | 449, 504                                                                |
| Budapest–Nagytarcsa közigazgatási határa                                |                                                                         |                                                                         |                                                                         |                                                                         |                                                                         |
| 12                                                                      | 11                                                                      | Budapest, Rákoscsaba-Újtelep, Tóalmás utca                              | 10                                                                      | 10                                                                      | 176E, 198 504                                                           |
| 13                                                                      | 12                                                                      | Budapest, Gőzös utca                                                    | 9                                                                       | 9                                                                       | 176E, 198                                                               |
| ∫                                                                       | ∫                                                                       | Budapest, Rákoscsaba vasútállomás                                       | 7                                                                       | 7                                                                       | 98, 176E, 198, 269, 275, 298 504 S80                                    |
| ∫                                                                       | ∫                                                                       | Budapest, Diadal utca (Tura utca)                                       | 3                                                                       | 3                                                                       | 98, 276E                                                                |
| 15                                                                      | 14                                                                      | Budapest, Rákoscsaba vasútállomás vonalközi végállomás                  | 0                                                                       | 0                                                                       | 98, 176E, 198, 269, 275, 298 504 S80                                    |